# 火成侵入

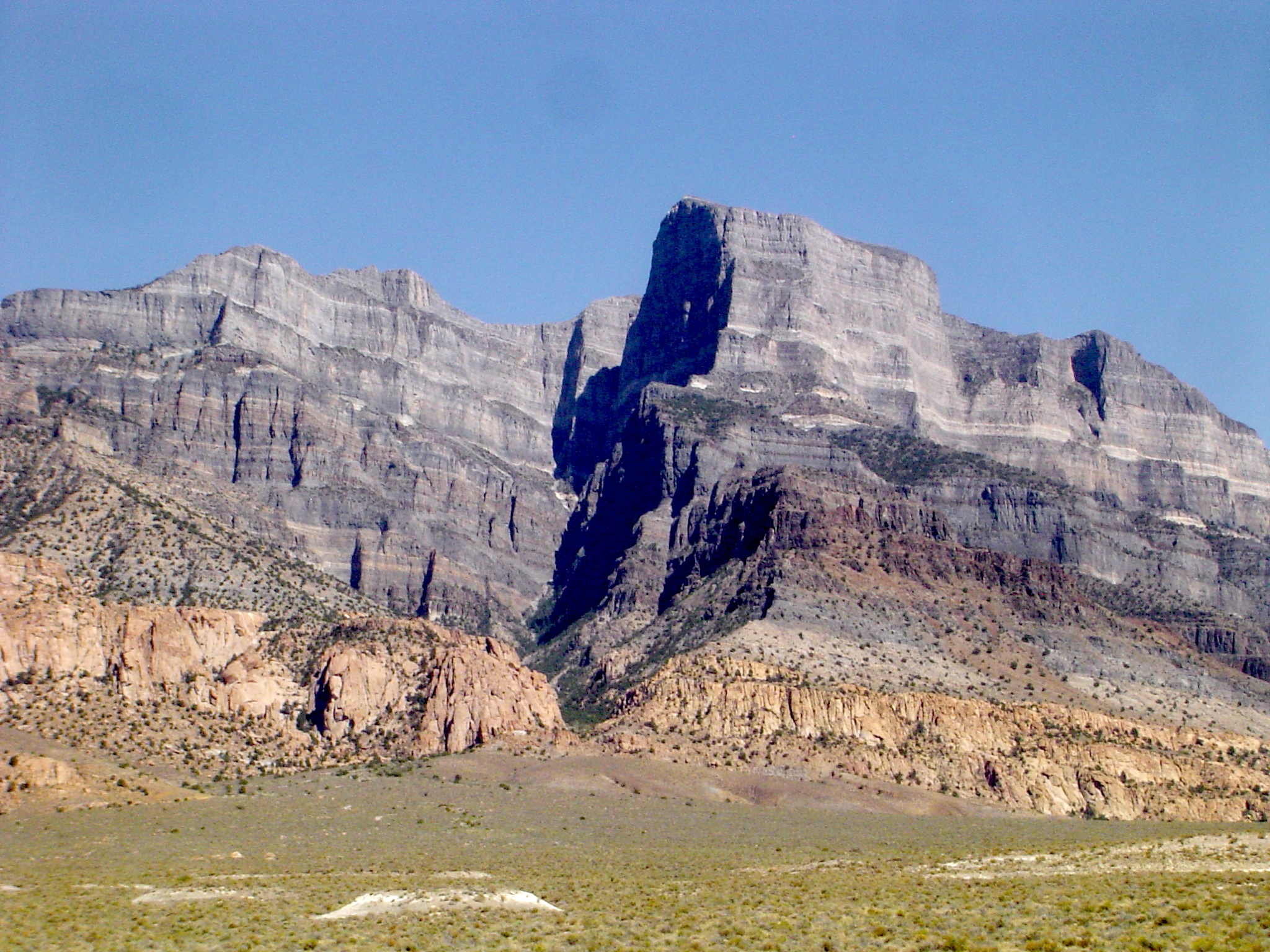
一塊侏罗纪粉紅色二长岩侵入岩，侵入到灰色的沉積岩底部，然後被抬升曝露到地表。攝於美國猶他州House Range的Notch Peak。

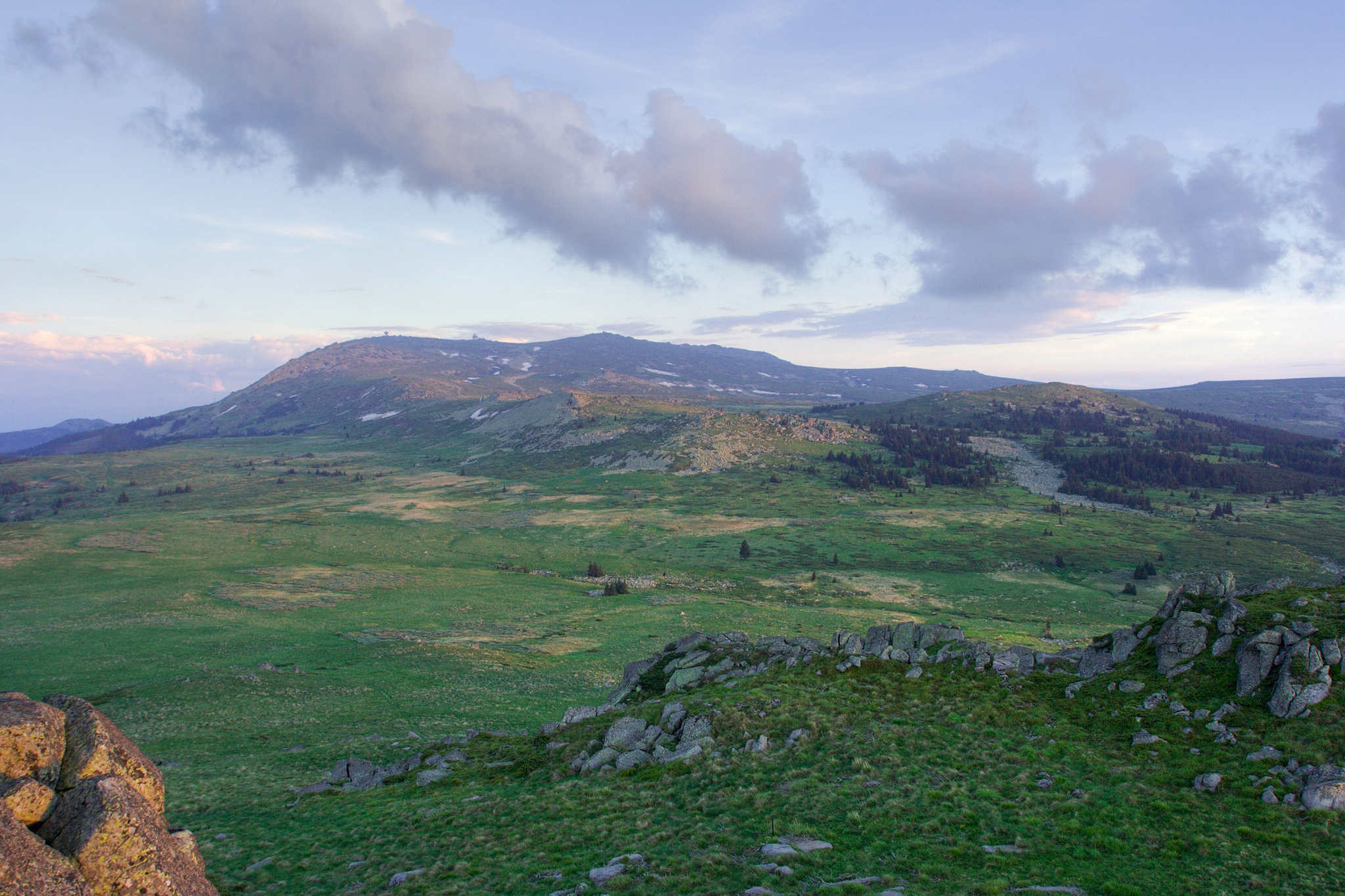
蓋在巨大侵入岩上的岩蓋，攝於保加利亞索菲亞附近，由維托沙山正長岩和普拉納山閃長岩拱頂成山，然後被抬升。

火成侵入是指岩漿在地底侵入現存岩石，經由緩慢冷卻而結晶形成侵入岩的過程。被岩漿侵入的母岩一般是良好的熱絕緣體，所以岩漿冷卻極其緩慢，侵入岩所含晶體粒度較粗（稱為顯晶礦物）。侵入岩可按其礦物質含量分類，主要的分類架構是QAPF分類圖表，係依據石英、鹼長石、斜長石、似長石類四種礦物對侵入岩進行分類。。

## 定義
- 火成侵入體（英語：[4]）：又稱侵入岩體[5]或侵入體[6]（英語：[7]或[8]）火成侵入形成的岩體，它是由各式各樣的型態和岩石組成[7][9]。
- 侵入岩：由火成侵入形成的岩石種類，由於在地底深處形成，因此又稱為深成岩，如果形成的深度較淺[多少？]，又稱為淺層岩。與它們相對的概念是火山岩與噴出岩。
- 侵入岩套：在時間上和空間上相關的一組侵入體，侵入岩套中的岩石全都是由同一批岩漿成的[10][11]。

### 深成岩體
岩石學名詞深成岩體雖然有時被視為火成侵入的同義詞，但是定義不夠精確，有許多歧義：
- 描述在地球深處形成的侵入岩石[14]。
- 被視為所有火成侵入（體）的同義詞[15]。
- 被視為火成侵入（體）的垃圾箱類別（英语：Dustbin category），尤指大小或特性還不確定的侵入體[16]。
- 指一個非常大的侵入體[17]。
- 指已結晶的岩漿房[18]。

侵入圍岩、並遮蔽圍岩與鄰近岩石之間接觸的岩體稱為縫合深層岩體（stitching pluton）。

## 分類

火成侵入的基本型態：
1. 岩蓋
2. 小岩脈
3. 岩磐
4. 岩脈
5. 岩床
6. 火山頸、火山管
7. 岩盆.

火成侵入體大致分為整接侵入和不整接侵入兩種。前者的形成方向與母岩的層理或組構平行，後者則與之相交。然後可再它們根據它們的大小、形狀和來源進一步分類，如下所述。

### 不整接侵入

#### 岩脈
岩脈是一種平板狀（tabular）或片狀（sheet-like）的不整接侵入體。 岩脈比母岩更不容易受侵蝕，因此當母岩被侵蝕殆盡以後，岩脈在地形上常常很突出，成為天然障壁。岩脈的厚度從1毫米到超過300米不等，每片的面積可以達到12,000平方公里。組成上也有很大差異。 
岩脈的形成通常發生在母岩的裂隙中，當岩漿充填充裂隙時，這些裂隙會因爲岩漿的水力壓裂而擴大。就分佈而言，岩脈在地殼擴張地區比較常見。
環狀岩脈和錐狀岩板 是特殊形式的岩脈，與陷落火山口的形成有關。

#### 火山頸與火山管
火山頸又稱火山栓，是被侵蝕而暴露的輸送岩漿管道。一般呈圓柱形，在深處通常變成橢圓形甚至三葉草形。火山頸常有輻射狀岩脈，這表明火山頸是在岩漿通道受阻最少的交匯處形成。

#### 火山碎屑岩筒和角礫岩管
火山碎屑岩筒和角礫岩管是由爆炸性噴發形成的管狀（pipe-like）不整接侵入體，為角礫岩體 。當它們到達地表時，它們確實是噴出體，但尚未噴發的時候，則是屬於侵入體；不過受到侵蝕之後，兩者可能很難區分開來。

#### 岩株與岩磐
岩株和岩磐都是指露出地表的不整接入侵體。兩者成因相似，區別在於規模；面積小於100平方公里者稱為岩株，大於100平方公里者稱為岩磐。很多岩株其實是岩磐的岩鐘

### 整接侵入

#### 岩床
岩床是一種板狀的一致侵入體，通常平行於沉積層面。除此外它類似於岩脈。岩床大多數是鎂鐵質成分，二氧化矽含量相對較低，因而粘度低，這利於它們穿入沉積層面。

#### 岩蓋
岩蓋是一種具有平底和圓頂狀的侵入體。 通常形成於淺層，小於 3 公里（1.9 英里），在地殼壓縮區域較多岩磐是一種不整接不侵入火成岩，暴露于地表面積超過 100 平方公里。它們的底部很少暴露在地表。例如，秘魯的海岸岩磐，長 1,100 公里（680 英里），寬 50 公里（31 英里）。它們通常由富含二氧化矽的岩漿形成，很少含輝長岩或其他富含鎂鐵質礦物的岩石，但一些岩磐幾乎完全由斜長岩組成。
岩盆是具有碟形的一侵入體，有點類似於倒置的岩蓋，但它們更大，所以冷卻非常緩慢，這會產生一種異常的礦物分離，稱為層狀侵入岩。
層狀侵入體是大型的岩床狀火成岩，具有垂直方向的分層或成分和質地的差異。這侵入岩的面積可以達到數公里，覆蓋範圍從大約 100 平方公里（39 平方英里）到超過 50,000 平方公里（19,000 平方英里），厚度從幾百米到超過一公里（3,300 英尺）不等。 雖然大多數層狀侵入岩的年齡是太古宙到元古代（例如，古元古代布什維爾德複合體Bushveld complex），其他年齡亦有，例如格陵蘭島東部的新生代 Skaergaard 層狀侵入岩或蘇格蘭的 Rum 層狀侵入岩 。儘管大多數成分為超鎂鐵質至鎂鐵質，但格陵蘭島的 Ilimaussaq 層狀侵入岩體是一種鹼性質。

## 形成

### 空間問題
岩漿的來源是上地幔和下地殼岩石的部分熔融。部分熔融造城的岩漿，其密度低於其源岩的密度。例如，二氧化矽含量高的花崗質岩漿的密度為 2.4 Mg/m3，遠低於高度變質岩的 2.8 Mg/m3。這就造成岩漿的浮力，因此一旦積累了足夠的岩漿，岩漿就會上升。然而，需要有多少岩漿才能夠將圍岩推開為自己騰出空間（學界稱為空間問題）仍然是一個研究問題。目前被廣泛接受的方法有顶蚀，底闢和膨脹三種。

### 顶蚀
岩漿的垂直運動是由重力驅動的。當圍岩碎塊向下掉入岩漿時，就會發生顶蚀。顶蚀可以在是各種構造環境中進行，已被廣泛用於解釋不協調的岩體接觸。 最常見的顶蚀特徵是岩漿和圍岩之間的速變不整接接觸以及圍岩缺乏韌性變形。 其他特徵包括岩漿中存在捕獲岩、捕獲岩的旋轉和污染岩漿的地球化學證據。 顶蚀的解釋遭遇一個捕獲岩的量和岩漿置入的容積問題。在岩漿未置入以前，相同岩漿容積的圍岩要比岩漿中的捕獲岩容積大很多。

### 膨脹
膨脹是一種置入球形的岩漿方法，這個模型推論是，當岩漿上升直到它失去熱量，並在最外緣形成結晶時，岩漿的較熱尾部繼續上升，冲裂並擴大已經結晶的外緣。

### 底闢
底闢是由熱的岩漿流體軟化圍岩一層薄壁而移動。 底闢發生僅限於具有高溫和韌性岩石的地幔和下地殼。
岩漿和圍岩的組成以及圍岩的應力影響侵入類型。例如，在地殼伸展的地方，岩漿很容易上升到上地殼的張性裂縫中，而形成岩脈。在地殼受到壓縮的地方，在淺層的岩漿往往會形成，會穿透較不堅硬的層理面（例如頁岩），形成岩蓋。環形岩脈和錐型岩板也在地殼淺的地區形成，它的上覆的圍岩塞可以升高或降低。只有岩漿具有高度的矽質和浮力時，大量岩漿才能向上移動形成岩磐。並且很可能從具有韌性的深地殼中，造成底闢上升竄入到脆性的上地殼中。

## 多重侵入體和複合侵入體
侵入體可能由單次或幾次岩漿侵入形成。尤其是大型侵入體，一般是多次侵入形成的。就像是美國的帕利塞德岩床不是一個 300 米（980 英尺）厚的岩漿體，而是由多次注入的岩漿形成的。當一個侵入體由重複注入相似成分的岩漿形成時，稱為多重侵入體（multiple intrusion），當由重複注入不同成分的岩漿形成時，稱為複合侵入體（composite intrusion）。一個複合侵入體可以同時包括花斑岩和輝綠岩差異如此巨大的岩石。
雖然在岩石露頭上通常很難看出有岩漿侵入證據，但地球化學資料可以證明。例如根據鋯石的分佈區域就可提供岩漿多次侵入的證據。
大的長英質侵入岩很可能是由上地幔的鎂鐵質岩漿侵入的加熱，而造成熔融下地殼形成的。長英質和鎂鐵質岩漿的密度不同，因而矽質岩漿浮在鎂鐵質岩漿上。使岩漿混合有限，也導致了在花崗岩和花崗閃長岩中發現的少量鎂鐵質岩石夾雜物

## 冷卻
當岩漿侵入到圍岩時，其熱量通過熱傳導擴散給周圍的圍岩。岩漿靠近周圍部分會迅速冷卻，而靠近接觸點的圍岩會迅速加熱，而遠離接觸點的區域，岩漿的冷卻或圍岩的加熱的速度要慢得多。因此，在接觸區域的侵入岩石常有冷邊緣，而在圍岩側則有接觸光環。在冷卻邊緣，侵入岩的晶體細小，並且在成分上可能不同，事實上這代表是侵入岩的原始成分。後期的分級結晶、圍岩同化或其他的岩漿注入。 均能改變侵入岩的原始成分。入體的初始成分。 需要指出的是岩漿對流可以改變這種理想冷卻過程，它會減少冷卻邊緣的厚度。
侵入岩與圍岩接觸的結構，可以反應岩漿侵入時的環境。高成帶狀侵入岩的接觸光環厚度大，其中漸變到侵入岩，表明侵入岩與圍岩之間的化學反應相當大，通常具有廣闊的混合岩帶。若侵入岩和圍岩都具有大致平行的葉片狀層理，在圍岩亦有構造變形。這多半指是高深度侵入岩。在中成帶狀侵入岩的接觸光環内，其變質作用程度較低，圍岩與侵入岩的接觸清晰可辨。混合岩稀有，圍岩變形中等。屬中等深度侵入岩。淺成帶狀侵入岩與圍岩是不整接接觸，冷邊緣很明顯。在接觸光環中只有低度的變質作用。並且通常含由圍岩碎片祖成的捕虜岩。這種侵入岩屬於淺層侵入，通常與火山岩及火山塌陷結構有關。

## 案例
- 美国 紐約州和紐澤西州的帕利塞德岩床（英语：Palisades Sill）[45]
- 美国 猶他州的亨利山脈[46]
- 美国 懷俄明州的魔鬼塔
- 美国 新墨西哥州的希普羅克峰[47]
- 美国 加州的內華達山脈岩磐[48]
- 苏格兰 阿德納默亨角侵入岩[49]
- 南非 布許非爾德火成雜岩（英语：Bushveld Igneous Complex）[50]

## 火成堆積岩
火成堆積岩是由岩漿中的晶體通過沉降或漂浮積聚而成的火成岩。火成堆積岩以其紋理命名；晶體積聚的紋理可以推論它們形成條件。火成堆積岩可以堆積在其他不同成分和顏色的火成堆積岩之上，造成火成堆積岩具有層狀或帶狀的外觀。
火成堆積岩的固體晶體是從岩漿室經過分離結晶過程中沉澱出來后，通常在岩漿房的底部堆積。但鈣長石，斜長石比較輕，能夠漂浮在比較緻密的鎂鐵質熔體頂部堆積

## 延伸閱讀
- Best, Myron G. (1982). Igneous and Metamorphic Petrology. San Francisco: W. H. Freeman & Company. pp. 119 ff. ISBN 0-7167-1335-7.
- Young, Davis A. (2003). Mind Over Magma: the Story of Igneous Petrology. Princeton University Press. ISBN 0-691-10279-1.